# Grevillea depauperata
Grevillea depauperata är en tvåhjärtbladig växtart som beskrevs av Robert Brown. Grevillea depauperata ingår i släktet Grevillea och familjen Proteaceae. Inga underarter finns listade i Catalogue of Life.